# دیوردی مساروش
دیوردی مساروش (مجاری: György Mészáros; ۳۰ آوریل ۱۹۳۳ – ۱۴ سپتامبر ۲۰۱۵) قایقران کایاک اهل مجارستان بود.
وی در مسابقات کشوری و بین‌المللی در مجموع برندهٔ ۱ مدال طلا، ۵ مدال نقره، ۱ مدال برنز شده‌است.